# Peter Rühmkorf
Peter Rühmkorf (25 de octubre de 1929 – 8 de junio de 2008) fue un escritor alemán, que fue muy influyente en la literatura alemana de posguerra.

## Biografía
La carrera literaria de Rühmkorf comenzó en 1952 en Hamburg cuando empezó a escribir en la revista Zwischen den Kriegen que dirigía el poeta y ensayista Werner Riegel. Ambos pertenecían a los creadores del Studentenkurier, una influyente publicación mensual para jóvenes intelectuales y estudiantes alemanes.
Rühmkorf recibió todos los premios alemanes importantes, incluido el Premio Georg Büchner, el Premio Heinrich Heine y el Premio Erich Kästner. Rühmkorf también estuvo entre los cuatro galardonados con el Premio Arno Schmidt. Sus seudónimos eran Leo Doletzki, Leslie Maier, Johannes Fontara, Lyng, John Frieder, Hans-Werner Weber, Harry Flieder y Hans Hingst.
Su voz se puede escuchar en: Früher, als wir die großen Ströme noch... (suite para orador y conjunto) con Dietmar Bonnen y Andreas Schilling. En el escenario y en los discos estuvo acompañado durante más de 30 años por los músicos de jazz Michael Naura al piano y Wolfgang Schlüter en las vibraciones.

## Obras seleccionadas
- (con Werner Riegel): Heiße Lyrik, Limes, Wiesbaden 1956 [poemas]
- Irdisches Vergnügen in g. Fünfzig Gedichte, Rowohlt, Hamburg 1959 [poemas]
- Wolfgang Borchert. Biographie, Rowohlt, Hamburg 1961 [biografía]
- Kunststücke. Fünfzig Gedichte nebst einer Anleitung zum Widerspruch, Rowohlt, Hamburg 1962 [poemas, ensayo]
- Über das Volksvermögen. Exkurse in den literarischen Untergrund, Rowohlt, Reinbek 1967 [monografía]
- Was heißt hier Volsinii? Bewegte Szenen aus dem klassischen Wirtschaftsleben, Rowohlt, Reinbek 1969 [obra de teatro]
- Die Jahre die ihr kennt. Anfälle und Erinnerungen, Rowohlt, Reinbek Rowohlt 1972 [autobiografía]
- Lombard gibt den Letzten. Ein Schauspiel, Wagenbach, Berlín 1972 [obra de teatro]
- Die Handwerker kommen. Ein Familiendrama, Wagenbach, Berlín 1974 [obra de teatro]
- Walther von der Vogelweide, Klopstock und ich, Rowohlt, Reinbek 1975 [ensayo]
- Phoenix – voran! Gedichte, pawel pan, Dreieich 1977 [poemas]
- Strömungslehre I. Poesie, Rowohlt, Reinbek 1978 [poemas, ensayos]
- Haltbar bis Ende 1999, Rowohlt, Reinbek 1979 [poemas]
- Auf Wiedersehen in Kenilworth. Ein Märchen in dreizehn Kapiteln, Fischer, Frankfurt on Main 1980 [cuentos]
- Im Fahrtwind. Gedichte und Geschichte, Bertelsmann, Berlín (et al.) 1980 [poemas, prosa]
- agar agar – zaurzaurim. Zur Naturgeschichte des Reims und der menschlichen Anklangsnerven, Rowohlt, Reinbek 1981 [lecturas universtarias]
- Kleine Fleckenkunde, Haffmans, Zürich 1982 [estudios]
- Der Hüter des Misthaufens. Aufgeklärte Märchen, Rowohlt, Reinbek 1983 [cuentos]
- Blaubarts letzte Reise. Ein Märchen, pawel pan, Dreieich 1983 [cuentos]
- Bleib erschütterbar und widersteh. Aufsätze – Reden – Selbstgespräche, Rowohlt, Reinbek 1984 [ensayis, prosa]
- Mein Lesebuch, Fischer, Frankfurt on Main 1986 [antología]
- Außer der Liebe nichts. LiebesgedichteRowohlt, Reinbek 1986 [poemas]
- Dintemann und Schindemann. Aufgeklärte Märchen, Reclam, Leipzig 1986 [cuentos]
- Selbstredend und selbstreimend. Gedichte – Gedanken – Lichtblicke, Reclam, Stuttgart 1987 [poemas, prosa]
- Werner Riegel. „ ... beladen mit Sendung. Dichter und armes Schwein“, Reclam, Stuttgart 1988 [biografía y edición]
- Einmalig wie wir alle, Rowohlt, Reinbek 1989
- Dreizehn deutsche Dichter, Rowohlt, Reinbek 1989 [ensayos]
- Selbst III/88. Aus der Fassung, Haffmans, Zürich 1989 [autobiografía]
- Komm raus! Gesänge, Märchen, Kunststücke, Wagenbach, Berlín 1992 [poemas, canciones, cuentos, prosa]
- Deutschland, ein Lügenmärchen, Wallstein, Göttingen 1993 [ensayo]
- Lass leuchten! Memos, Märchen, TaBu, Gedichte, Selbstporträt mit und ohne Hut, Rowohlt, Reinbek 1993 [colección]
- Tabu I. Tagebücher 1989–1991, Rowohlt, Reinbek 1995 [autobiografía]
- Gedichte, Rowohlt, Reinbek 1996 [poemas]
- Ich habe Lust, im weiten Feld... Betrachtungen einer abgeräumten Schachfigur, Wallstein, Göttingen 1996 [ensayos]
- Die Last, die Lust und die List. Aufgeklärte Märchen, Rowohlt, Reinbek 1996 [cuentos]
- Ein Buch der Freundschaft, Rommerskirchen, Remagen-Rolandseck 1996
- Lethe mit Schuß. Gedichte, Suhrkamp, Frankfurt on Main 1998 [poemas]
- wenn – aber dann. Vorletzte Gedichte, Rowohl, Reinbek 1999 [poemas]
- Von mir zu Euch für uns, Steidl, Göttingen 1999 [poemas]
- Wo ich gelernt habe, Wallstein, Göttingen 1999 [autobiografía]
- (con Horst Janssen): Mein lieber Freund und Kompanjung, Felix Jud, Hamburg 1999
- (con Robert Gernhardt): In gemeinsamer Sache. Gedichte über Liebe und Tod, Natur und Kunst, Haffmans, Zürich 2000 [poemas]
- Das Lied der Deutschen, Wallstein, Göttingen 2001 (en Hoffmann von Fallersleben)
- Funken fliegen zwischen Hut und Schuh. Lichtblicke, Schweifsterne, Donnerkeile, ed. Stefan Ulrich Meyer, Deutsche Verlagsanstalt, Munich 2003 [poemas]
- Tabu II. Tagebücher 1971–1972Rowohlt, Reinbek 2004 [autobiografía]
- Wenn ich mal richtig ICH sag .... Ein Lese-Bilderbuch, Steidl, Göttingen 2004 [prosa]
- Aufwachen und Wiederfinden. Gedichte, Insel, Frankfurt on Main 2007 [poemas]
- Paradiesvogelschiß. Gedichte, Rowohlt, Reinbek 2008 [poemas]